# Massacre de El Mozote
O Massacre de El Mozote teve lugar na aldeia de El Mozote, no departamento de Morazán, em El Salvador, em 11 de dezembro de 1981, quando o exército salvadorenho matou mais de 800 civis durante a Guerra Civil de El salvador.
Em dezembro de 2011, o governo de El Salvador emitiu um pedido de desculpas oficial pelo massacre.

## Contexto
Em 1981, vários grupos guerrilheiros de esquerda uniram-se à Frente Farabundo Martí de Libertação Nacional para combater o governo de direita de El Salvador. Antes do massacre, ao contrário de muitas aldeias da região, El Mozote tinha uma reputação de neutralidade. Embora muitos de seus vizinhos fossem em grande parte católicos romanos e, portanto, muitas vezes influenciados pela teologia da libertação e simpatizantes da guerrilha, El Mozote era em grande parte protestante evangélico. A aldeia vendeu alguns suprimentos às guerrilhas, mas também era "um lugar onde os guerrilheiros aprenderam a não procurar recrutas".
Antes do massacre, o homem mais rico da cidade, Marcos Díaz, reuniu os cidadãos para avisá-los que o exército logo passaria pela área em uma operação de contra-insurgência, mas ele tinha certeza de que os moradores da cidade não seriam prejudicados se permanecessem no lugar. Preocupados com o fato de que fugir da cidade faria com que eles fossem confundidos com guerrilheiros, os habitantes da cidade optaram por ficar e estenderam uma oferta de proteção aos camponeses da área circundante, que logo inundaram a cidade.

## Massacre
Em seu livro de 1994, O Massacre de El Mozote, o jornalista Mark Danner compilou diversos relatórios para reconstituir o massacre:

### 10 de dezembro
Na tarde de 10 de dezembro de 1981, unidades do Batalhão Atlacatl do exército salvadorenho chegaram à remota aldeia de El Mozote após um confronto com guerrilheiros nas proximidades. O Atlacatl era um "Batalhão de Infantaria de Rápido Desdobramento" especialmente treinado para a guerra de contra-insurgência. Foi a primeira unidade do gênero nas forças armadas salvadorenhas e foi treinada por assessores militares dos Estados Unidos. Sua missão, Operación Rescate ("Operação Resgate"), era eliminar as presenças rebeldes em uma pequena região do norte de Morazán, onde a FMLN tinha dois campos e um centro de treinamento.
El Mozote consistia em cerca de 20 casas em terreno aberto em torno de uma praça. De frente para a praça havia uma igreja e, atrás dela, um pequeno edifício conhecido como "o convento", usado pelo sacerdote para vestir suas vestes cerimoniais, quando vinha à aldeia para celebrar a missa. Perto da aldeia, havia uma pequena escola.
Na chegada, os soldados encontraram não apenas os moradores da aldeia, mas também os camponeses que buscaram refúgio na área ao redor. Os soldados ordenaram que todos saíssem de suas casas e entrassem na praça. Eles fizeram as pessoas se deitarem de barriga para baixo, revistaram-las e questionaram-las sobre os guerrilheiros. Eles então ordenaram que os aldeões se trancassem em suas casas até o dia seguinte e avisaram que qualquer um que saísse seria fuzilado. Os soldados permaneceram na aldeia durante a noite.

### 11 e 12 de dezembro
Cedo na manhã seguinte, os soldados reuniram toda a aldeia na praça. Eles separaram os homens das mulheres e crianças e os trancaram em grupos separados na igreja, no convento e em várias casas.
Durante a manhã, eles começaram a interrogar, torturar e executar os homens em vários locais. Ao meio-dia, eles começaram a tomar as mulheres e meninas mais velhas em grupos, separando-os de seus filhos e as fuzilando depois de estuprá-las. Meninas de 10 anos foram estupradas, com os soldados supostamente gabando-se como eles gostavam especialmente de meninas de 12 anos. Finalmente, eles mataram as crianças; a princípio cortando suas gargantas, depois pendurando-as em árvores, matando inclusive uma criança de dois anos de idade. Depois de matar toda a população, os soldados atearam fogo aos edifícios.
Os soldados permaneceram em El Mozote naquela noite, mas, no dia seguinte, foram para a aldeia de Los Toriles e realizaram mais um massacre. Homens, mulheres e crianças foram levados de suas casas, alinhadas, roubados, e fuzilados, e suas casas foram incendiadas.

## Relatórios iniciais e controvérsia
A notícia do massacre apareceu pela primeira vez na mídia mundial em 27 de janeiro de 1982, em relatórios publicados pelo The New York Times e The Washington Post. Raymond Bonner escreveu no Times sobre ver "os crânios carbonizados e ossos de dezenas de corpos enterrados sob telhados queimados, vigas e telhas despedaçadas". Os aldeões deram a Bonner uma lista de 733 nomes, a maioria crianças, mulheres e pessoas idosas, que alegavam ter sido assassinados por soldados do governo.

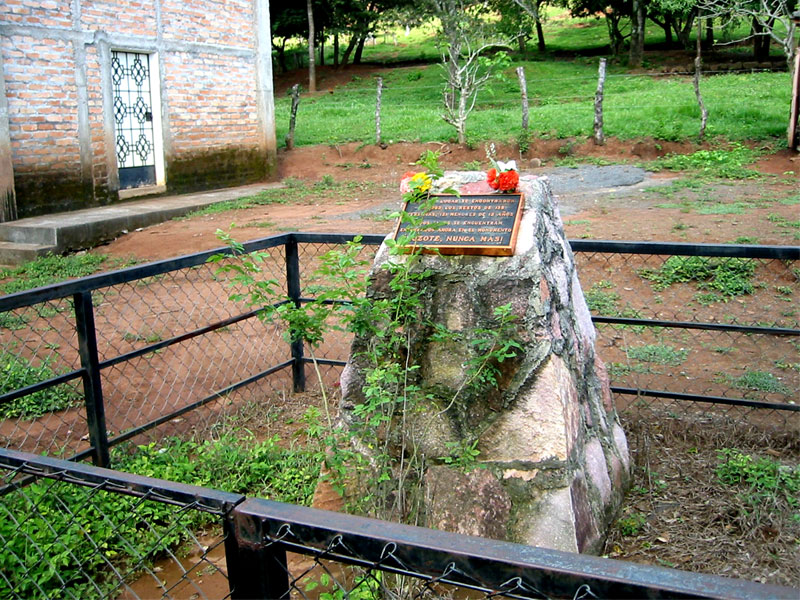
O local da antiga igreja.

Alma Guillermoprieto, do Post, que visitou a vila separadamente alguns dias depois, escreveu sobre "dezenas de corpos em decomposição ainda vistos sob os escombros e caídos em campos próximos, apesar do mês que passou desde o incidente ... incontáveis fragmentos de ossos - crânios, costelas, fêmures, uma coluna vertebral - saíam dos escombros ".
Ambos os repórteres citaram Rufina Amaya, uma testemunha que se escondeu em uma árvore durante o ataque. Ela disse aos repórteres que o exército havia matado o marido e seus quatro filhos, o mais novo deles com oito meses de idade, e que queimaram os corpos. 

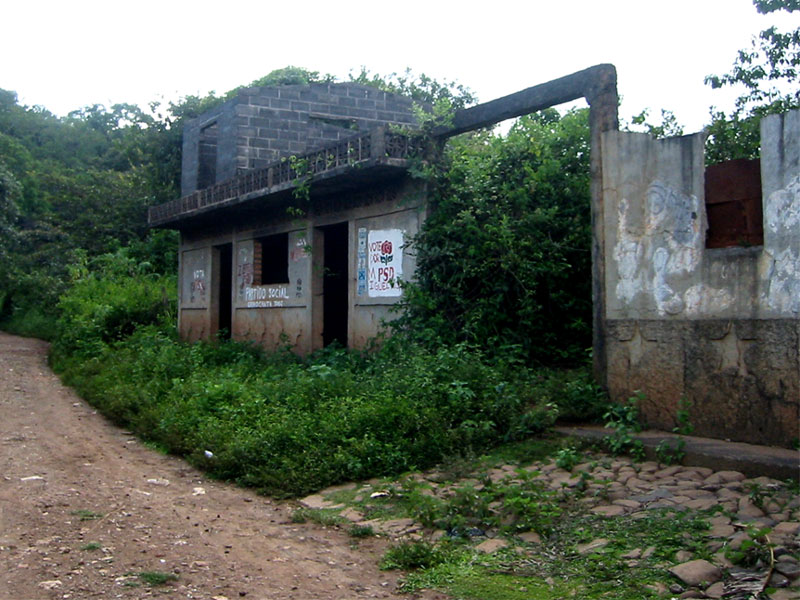
Ruínas de uma construção incendiada.

O exército salvadorenho e os líderes do governo negaram os relatórios e funcionários do governo Reagan os consideraram "exageros grosseiros". A Associated Press informou que "a embaixada dos EUA contestou os relatórios, dizendo que sua própria investigação havia descoberto que não mais de 300 pessoas haviam morado em El Mozote".
A organização conservadora Accuracy in Media acusou o Times e o Post de sincronizar suas histórias para divulgá-las pouco antes do debate no Congresso. Cinco meses depois, a Accuracy in Media dedicou uma edição inteira do Relatório AIM a Bonner, no qual seu editor Reed Irvine declarou: "O senhor Bonner valera uma divisão para os comunistas da América Central". O Secretário de Estado Adjunto para Assuntos Interamericanos, Thomas Enders, atacou Bonner e Guillermoprieto perante um comitê do Senado, afirmando que houve uma batalha entre guerrilheiros e o exército, mas "nenhuma evidência pôde ser encontrada para confirmar que as forças do governo massacraram sistematicamente civis". Enders também repetiu a alegação de que apenas 300 pessoas haviam morado em El Mozote, e era impossível que o número de mortos atingisse o registrado nas reportagens do Times e do Post.
Em 8 de fevereiro, Elliott Abrams, secretário de Estado adjunto para Direitos Humanos e Assuntos Humanitários, disse ao comitê que "parece ser um incidente que, pelo menos, é significativamente usado, na melhor das hipóteses, pelos guerrilheiros".
Em fevereiro, em um editorial intitulado "A Guerra da Mídia" (The Media's War), o The Wall Street Journal criticou as reportagens de Bonner como "excessivamente crédulas" e "fora de controle". Na revista Time, William A. Henry III escreveu um mês depois: "Uma análise ainda mais crucial, se comum, é o fato de que mulheres e crianças, geralmente supostamente civis, podem ser participantes ativos na guerra de guerrilha. O correspondente do New York Times, Raymond Bonner, explorou essa possibilidade, por exemplo, em um relatório bastante contestado de 27 de janeiro de "um massacre do exército dentro e ao redor da vila de Mozote." O embaixador dos EUA Deane Hinton chamado Bonner de "jornalista advogado". Bonner foi chamado para voltar a Nova Iorque em agosto e, mais tarde, deixou o jornal.
Embora atacada menos vigorosamente que Bonner, Alma Guillermoprieto também foi alvo de críticas. Um funcionário de Reagan escreveu uma carta ao Post afirmando que ela já havia trabalhado para um jornal comunista no México, o que Guillermoprieto negou.

## Investigação posterior
Em 26 de outubro de 1990, uma queixa criminal foi apresentada contra o Batalhão Atlacatl pelo massacre de Pedro Chicas Romero, de La Joya. Romero sobreviveu ao massacre se escondendo em uma caverna acima da cidade.
Em 1992, como parte do acordo de paz estabelecido pelos Acordos de Paz de Chapultepec, assinados na Cidade do México em 16 de janeiro daquele ano, a Comissão sobre a Verdade de El Salvador, sancionada pela ONU, investigou abusos de direitos humanos cometidos durante a guerra, supervisionando as exumações de El Mozote por uma equipe argentina de especialistas forenses a partir de 17 de novembro. A escavação confirmou os relatórios anteriores de Bonner e Guillermoprieto de que centenas de civis foram mortos no local.

O Ministro da Defesa de El Salvador e o Chefe do Estado-Maior Conjunto das Forças Armadas informaram à Comissão da Verdade que não tinham informações que permitissem identificar as unidades e os oficiais que participaram da Operação Resgate. Eles alegaram que não havia registros para o período. A Comissão da Verdade declarou em seu relatório final:
Há prova completa de que, em 11 de dezembro de 1981, na aldeia de El Mozote, unidades do Batalhão Atlacatl mataram deliberada e sistematicamente um grupo de mais de 200 homens, mulheres e crianças, constituindo toda a população civil que haviam encontrado lá no dia anterior e mantidos como prisioneiros desde então... há [também] evidência suficiente de que nos dias anteriores e posteriores ao massacre de El Mozote, as tropas participantes da "Operação Resgate" massacraram a população civil não-combatente no cantão de La Joya, nas aldeias de La Rancheria, Jocote Amatillo e Los Toriles e no cantão Cerro Pando.

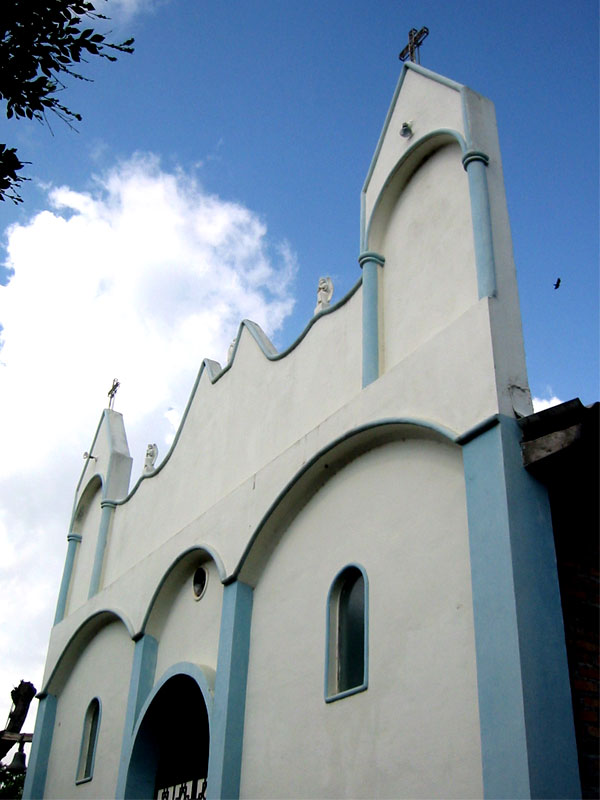
A igreja reconstruída de El Mozote

Em 1993, El Salvador aprovou uma lei de anistia para todos os indivíduos implicados pelas investigações da ONU, o que, efetivamente, dispensou o exército da acusação. Naquele ano,Danner publicou um artigo na edição de 6 de dezembro do The New Yorker. Seu artigo, "A verdade de El Mozote", causou grande consternação, uma vez que reacendeu o debate sobre o papel dos Estados Unidos na América Central durante os anos 70 e 80 devastados pela violência. Ele posteriormente expandiu o artigo em um livro, The Massacre at El Mozote (1994).  No prefácio, Danner escreveu:
Que nos Estados Unidos veio a ser conhecido, que foi exposto à luz e depois deixado cair no escuro, faz a história de El Mozote - como aconteceu e como foi negado - uma parábola central da Guerra Fria.

Em 1993, um painel especial do Departamento de Estado que examinou as ações dos diplomatas norte-americanos em relação aos direitos humanos em El Salvador concluiu que "erros foram cometidos ... particularmente no fracasso em obter a verdade sobre o massacre de dezembro de 1981 em El Mozote ". Em seu estudo da mídia e da administração Reagan, On Bended Knee, o escritor norte-americano Mark Hertsgaard escreveu sobre o significado dos primeiros relatos do massacre:
O que tornou as histórias do massacre de Morazán tão ameaçadoras foi que elas repudiam a reivindicação moral fundamental que sustentava a política dos EUA. Eles sugeriram que o que os Estados Unidos estavam apoiando na América Central não era democracia, mas repressão. Eles, portanto, ameaçaram mudar o debate político de meios para fins, de como melhor combater a suposta ameaça comunista - enviar tropas dos EUA ou apenas ajuda dos EUA - ao motivo pelo qual os Estados Unidos estavam apoiando o terrorismo de Estado em primeiro lugar.
Uma decisão judicial posterior revogou a anistia para réus suspeitos de "violações flagrantes de direitos humanos", mas tentativas de advogados salvadorenhos de reabrir o caso falharam todas as vezes.

## Consequências
Em 7 de março de 2005, a Comissão Interamericana de Direitos Humanos da Organização dos Estados Americanos reabriu uma investigação sobre o massacre de El Mozote com base nas evidências encontradas pelos antropólogos forenses argentinos. 
Em um relatório de janeiro de 2007 no The Washington Post, um ex-soldado salvadorenho, José Wilfredo Salgado, contou que retornou a El Mozote vários meses após o massacre e coletou os crânios das vítimas mais jovens, cujos restos haviam sido expostos pelas chuvas recentes, para fabricar "castiçais e amuletos de boa sorte".
Em dezembro de 2011, o governo salvadorenho se desculpou formalmente pelo massacre, em uma cerimônia na cidade. O ministro das Relações Exteriores, Hugo Martinez, falando em nome do governo, chamou o massacre de "cegueira da violência do Estado" e pediu perdão.
Em outubro de 2012, a Corte Interamericana de Direitos Humanos ordenou que El Salvador investigasse o massacre de El Mozote e levasse os responsáveis à justiça. O tribunal decidiu que uma lei de anistia não cobria as mortes.

## Leitura complementar
- Mark Danner, O Massacre de El Mozote, Nova Iorque: Vintage, 1994, 303 páginas.
- Amaya, Rufina; Mark Danner; Carlos Enríquez Consalvi. Luciérnagas en El Mozote [Fireflies in El Mozote]. [S.l.: s.n.]
- Danner, Mark. The Massacre at El Mozote. [S.l.: s.n.] ISBN 1-86207-785-1
- Binford, Leigh. The El Mozote Massacre: Anthropology and Human Rights. [S.l.: s.n.] ISBN 0-8165-1662-6